# Canton de Pleaux
Le canton de Pleaux était une division administrative française située dans le département du Cantal en région d'Auvergne. Il a été supprimé en 2015 à la suite du redécoupage des cantons du département.

## Géographie
Ce canton était organisé autour de Pleaux dans l'arrondissement de Mauriac. Son altitude varie de 264 m (Pleaux) à 828 m (Sainte-Eulalie) pour une altitude moyenne de 652 m.

## Histoire
Le canton a été supprimé en 2015 à la suite du redécoupage des cantons du département : les 8 communes ont intégré le canton de Mauriac.

## Composition
Le canton de Pleaux regroupait 8 communes et comptait 3 491 habitants (recensement de 1999 sans doubles comptes).
| Communes              | Population (2012) | Code postal | Code Insee |
| --------------------- | ----------------- | ----------- | ---------- |
| Ally                  | 700               | 15700       | 15003      |
| Barriac-les-Bosquets  | 187               | 15700       | 15018      |
| Brageac               | 67                | 15700       | 15024      |
| Chaussenac            | 232               | 15700       | 15046      |
| Escorailles           | 78                | 15700       | 15064      |
| Pleaux                | 1 823             | 15700       | 15153      |
| Sainte-Eulalie        | 219               | 15140       | 15186      |
| Saint-Martin-Cantalès | 185               | 15140       | 15200      |

## Représentation

### Conseillers généraux de 1833 à 2015
| Période | Période          | Identité                                               | Étiquette                | Qualité |
| ------- | ---------------- | ------------------------------------------------------ | ------------------------ | --- |
| 1833    | 1848             | Etienne Vacher de Tournemine                           |                          | Avocat, propriétaire, maire d'Escorailles |
| 1848    | 1871 (décès)     | Jean Joseph Antoine Amable Eugène Génestal (1803-1871) |                          | Avoué, juge suppléant à Paris Maire de Sainte-Eulalie |
| 1871    | 1875 (décès)     | Vincent Marius Pagis                                   |                          | Notaire Maire de Pleaux (1865-1875), conseiller d'arrondissement                                                                                              |
| 1875    | 1883             | Jules Excourbaniès                                     | Conservateur             | Avocat à Mauriac |
| 1883    | 1893 (démission) | François-Xavier Calvinhac (1830-1919)                  | Républicain opportuniste | Notaire - Maire de Pleaux, conseiller d'arrondissement |
| 1893    | 1911 (décès)     | Gustave Joanny                                         | Républicain              | Docteur en médecine à Paris Maire de Pleaux (1893-1908) |
| 1911    | 1931             | Antoine Dapeyron-Doumis                                | Républicain national     | Agent d'assurances à Mauriac Maire de Barriac-les-Bosquets, conseiller d'arrondissement                                                                       |
| 1931    | 1937             | Jacques-Joseph Chancel                                 | SFIO                     | Sabotier Maire de Pleaux (1925-1941) |
| 1937    | 1940             | Félix Champeil                                         | PPF                      | Ancien médecin lieutenant, Le Rouget, conseiller d'arrondissement                                                                                             |
|         |                  |                                                        |                          | |
| 1942    | 1945             | Pierre Rouchy                                          |                          | Docteur en médecine Maire de Pleaux Nommé conseiller départemental en 1942                                                                                    |
|         |                  |                                                        |                          | |
| 1945    | 1958             | Pierre Parra (1886-1970)                               | SFIO                     | Instituteur Maire de Barriac-les-Bosquets, ancien conseiller d'arrondissement                                                                                 |
| 1958    | 1970             | Léon Chancel (fils de J.J.Chancel)                     | PCF                      | Négociant en bois à Pleaux, ancien résistant |
| 1970    | 2001             | Jean Chanut                                            | UDR puis RPR             | Maire de Pleaux (1971-2001) Suppléant du député Alain Marleix (1993-2002)                                                                                     |
| 2001    | 2015             | Jean-Yves Bony                                         | RPR puis UMP             | Exploitant agricole vice-président du Conseil général, maire d'Ally Suppléant du député Alain Marleix (2002-2017) Député du Cantal (2007-2010 et depuis 2017) |

### Résultats électoraux détaillés
- Élections cantonales de 2001 : Jean-Yves Bony (Divers droite) est élu au 2e tour avec 48,81 % des suffrages exprimés, devant Léo Filliol (Divers droite) (39,33 %) et Jacques Klem (PS) (11,86 %). Le taux de participation est de 83,82 % (2 771 votants sur 3 306 inscrits)[13].
- Élections cantonales de 2008 : Jean Yves Bony  (UMP) est élu au 1er tour avec 53,22 % des suffrages exprimés, devant Andre  Merlin  (Divers droite) (30,05 %) et Franck  Rey  (PS) (16,73 %). Le taux de participation est de 88,78 % (2 762 votants sur 3 111 inscrits)[14].

### Conseillers d'arrondissement (de 1833 à 1940)
Le canton de Pleaux avait deux conseillers d'arrondissement de 1833 à 1877 et de 1886 à 1919.
| Période                                  | Période      | Identité                                   | Étiquette                | Qualité |
| ---------------------------------------- | ------------ | ------------------------------------------ | ------------------------ | --- |
| 1833                                     | 1848         | Jean Joseph Chantegreil                    |                          | Maire de Pleaux                                                                                             |
| 1833                                     | 1842         | M. Lescure                                 |                          | Médecin à Saint-Christophe                                                                                  |
| 1842                                     | 1848         | M. Pougheol                                |                          | Propriétaire, maire de Saint-Christophe-les-Gorges                                                          |
| 1848                                     | 1861         | Jean Antoine Claux                         |                          | Médecin, maire de Pleaux                                                                                    |
| 1848                                     | 1867         | M. Pougheol                                |                          | Propriétaire à Saint-Christophe-les-Gorges                                                                  |
| 1864                                     | 1871         | Vincent Marius Pagis (1816-1875)           |                          | Notaire à Pleaux                                                                                            |
| 1867                                     | 1871         | Charles Joseph Dapeyron-Doumis (1823-1892) |                          | Propriétaire,maire de Barriac-les-Bosquets                                                                  |
| 1871                                     | 1877         | François Xavier Calvinhac                  | Républicain              | Notaire à Pleaux                                                                                            |
| 1871                                     | 1877         | Odon Antoine Lachaze (1835-1915)           |                          | Médecin, maire de Chaussenac                                                                                |
| 1877                                     | 1883         | Jean-François Naudet (1814-1896)           |                          | Médecin à Pleaux                                                                                            |
| 1883                                     | 1895         | Christophe Delsol                          |                          | Notaire, propriétaire à Fontenille, Sainte-Eulalie                                                          |
| 1886                                     | 1894 (décès) | Théodore Sevestre (1817-1894)              |                          | Négociant en chevaux à Saint-Martin-Cantalès                                                                |
| 1895                                     | 1904         | Charles Émile Parlange                     |                          | Négociant, maire de Pleaux                                                                                  |
| 1904                                     | 1911         | Antoine Dapeyron-Doumis                    | Républicain progressiste | Agent d'assurances à Mauriac, maire de Barriac-les-Bosquets                                                 |
| 1911                                     | 1919         | Alexandre Champeil                         | Républicain démocrate    | Médecin, maire de Pleaux                                                                                    |
| 1919                                     | 1937         | Félix Champeil                             | Droite                   | Médecin à Pleaux                                                                                            |
| 1937                                     | 1940         | Pierre Parra                               | SFIO                     | Instituteur, Barriac-les-Bosquets                                                                           |
| 1940                                     |              |                                            |                          | Les conseils d'arrondissement ont été suspendus par la loi du 12 octobre 1940 et n'ont jamais été réactivés |
| Les données manquantes sont à compléter. |              |                                            |                          | |

## Démographie
| 1962  | 1968  | 1975  | 1982  | 1990  | 1999  | 2006  | 2011  | 2012  |
| ----- | ----- | ----- | ----- | ----- | ----- | ----- | ----- | ----- |
| 5 846 | 5 370 | 4 852 | 4 303 | 3 862 | 3 491 | 3 287 | 3 123 | 3 091 |